# Joaquín Ramos Marcos
Joaquín Ramos Marcos (Salamanca, 23 de marzo de 1946-Madrid, 19 de enero de 2025) fue un árbitro internacional que ejerció como comentarista de arbitrajes en Carrusel deportivo de la Cadena SER y hasta 2013 en Punto pelota de Intereconomía Televisión. Colaboró, más tarde, en el nuevo programa El chiringuito de Jugones en Mega.
Fue Trofeo Guruceta al mejor árbitro de la Liga Española en las temporadas 1988-89 y 1989-90.

## Biografía

### Carrera arbitral
Aunque fue árbitro, comenzó su carrera en el fútbol jugando en equipos de categorías inferiores de Salamanca hasta que debutó con 19 años en el equipo de fútbol Club Deportivo Peñaranda. Un año después una lesión truncaría su carrera profesional como futbolista, pero como no quería abandonar este deporte decidió ser árbitro, debutando a los 21 años. Poco a poco fue ascendiendo divisiones en el colectivo arbitral.
Su debut en Primera División fue a finales de la década de los 70, donde fue creciendo poco a poco hasta convertirse en uno de los árbitros mejor valorados, motivo por el cual recibió dos trofeos Guruceta y arbitró partidos importantes como los Real Madrid-Barcelona. También pitó finales de la Copa del Rey y fue árbitro internacional.

### Medios de comunicación
Comenzó a realizar colaboraciones como comentarista durante su último año como árbitro profesional, motivo por el cual incluso fue sancionado por el Comité Arbitral al comentar un partido para la televisión autonómica Telemadrid.
Cuando se retiró del arbitraje en 1992, trabajó en medios de Prisa como la Cadena SER o los programas El día después y El tercer tiempo en Canal+ para ejercer como comentarista de las jugadas más polémicas, teniendo en el caso de El día después una sección propia llamada «Lo que el árbitro no ve».
Formó con el presentador de El día después Josep Pedrerol una estrecha colaboración, primero en un programa deportivo en Radio Intereconomía que compaginaron con su estancia en Canal +, y más tarde abandonando Canal+ para marcharse a Punto Radio, donde ambos presentan un programa deportivo llamado «El mirador del deporte». Colaboró en el programa deportivo en el canal Intereconomía TV Punto pelota.
Intervino como experto en arbitraje en Carrusel deportivo de la Cadena SER al igual que en Cuatro con los partidos de Liga. Colaboró en el programa El chiringuito de Jugones.
Falleció el 19 de enero de 2025 tras no recuperarse de un infarto de miocardio sufrido el 20 de diciembre de 2024.